# رومای اسپورتس
رومای اسپورتس (انگلیسی: Romai Sports) شرکت لوازم ورزشی اماراتی است، که در سال ۲۰۱۲ تأسیس شد.